# Дівчина і море (фільм, 1981)
«Дівчина і море» — радянська музична комедія режисера Альфреда Шестопалова, знята за мотивами однойменної оперети українського композитора Якова Цегляра на студії «Укртелефільм» у 1981 році.

## Сюжет
Після закінчення школи Віра Берегова мріє присвятити своє життя морю, але, на її жаль, дівчат не приймають в морехідне училище. Бажаючи довести, що вона нітрохи не гірше за своїх однолітків, Віра за допомогою своїх друзів — курсантів мореходки, потайки проникає на навчальне вітрильне судно «Товариш». Капітан, дізнавшись про знаходження на борту переодягненої дівчини, дає доручення боцмана у що б то не стало знайти зловмисницю. Пошуки не дали результату, поки під час навчальної тривоги Віра, яка врятувала курсанта, що впав за борт, була змушена назвати своє справжнє ім'я.

## У ролях
- Ірина Лавринова — Віра
- Юрій Маляров — курсант Володимир
- Ігор Волков — курсант Юрій
- Олексій Тютімов — курсант Зіновій Водяний
- Ірина Даниленко — Ірина, подруга курсанта Зіновія
- Станіслав Коренєв — капітан Антон Іванович
- Геннадій Болотов — боцман Гнат Гнатич
- Володимир Талашко — керівник практики Микола Сергійович
- Інга Будкевич — Юлія, мати курсанта Зіновія
- Дмитро Шевцов — дід Макар
- Дмитро Франько — дід Федір
- Іван Матвєєв — дід Олексій

## Знімальна група
- Режисер-постановник: Альфред Шестопалов
- Автор сценарію: Дмитро Шевцов
- Оператор: Олександр Деряжний
- Композитор: Яків Цегляр
- Художник: Олексій Бобровников